# Giro del Veneto 1949
Il Giro del Veneto 1949, ventiduesima edizione della corsa, si svolse l'11 settembre 1949 su un percorso di 295 km. La vittoria fu appannaggio dell'italiano Fausto Coppi, che completò il percorso in 9h22'54", precedendo i connazionali Giulio Bresci e Adolfo Leoni.

## Ordine d'arrivo (Top 10)
| Pos. | Corridore         | Squadra          | Tempo    |
| ---- | ----------------- | ---------------- | -------- |
| 1    | Fausto Coppi      | Bianchi-Ursus    | 9h22'54" |
| 2    | Giulio Bresci     | Wilier-Triestina | a 4'20"  |
| 3    | Adolfo Leoni      | Legnano          | a 5'04"  |
| 4    | Luciano Maggini   | Wilier Triestina | s.t.     |
| 5    | Alfredo Martini   | Wilier Triestina | s.t.     |
| 6    | Vito Ortelli      | Olympia-Dunlop   | s.t.     |
| 7    | Serafino Biagioni | Viscontea        | s.t.     |
| 8    | Fiorenzo Magni    | Wilier Triestina | s.t.     |
| 9    | Adolfo Grosso     | Wilier Triestina | a 9'10"  |
| 10   | Mario Ricci       | Viscontea        | a 9'19"  |